# Mountain View Open
O Mountain View Open foi uma competição masculina de golfe no PGA Tour. Foi disputada apenas um ano, em 1964, no Mountain View Country Club, em Corona, na Califórnia. Foi vencida pelo norte-americano Jack McGowan, sua única vitória no PGA Tour, com quatro tacadas de vantagem sobre o compatriota R. H. Sikes.